# Georg Stanitzek
Georg Stanitzek (* 27. November 1953 in Bensberg) ist ein Neuerer deutscher und Allgemeiner Literaturwissenschaftler mit dem Schwerpunkt Literatur- und Medientheorie. Er forscht und lehrt an der Universität Siegen.

## Leben
Von 1964 bis 1973 besuchte Stanitzek das Hölderlin-Gymnasium und das Friedrich-Wilhelm-Gymnasium in Köln. Er studierte Germanistik, Geschichtswissenschaft und Philosophie an der Universität zu Köln und an der Universität Bielefeld, dort bei den Professoren Karl Heinz Bohrer, Jürgen Frese, Reinhart Koselleck, Niklas Luhmann, Wilhelm Voßkamp. In Bielefeld wurde er 1986 promoviert. 1996 habilitierte er sich an der Universität zu Köln. Von 2000 bis 2020 war er Professor für Germanistik und Allgemeine Literaturwissenschaft (mit dem Schwerpunkt Medien- und Literaturtheorie) an der Siegener Universität. Dort fungierte er von 2008 bis 2010 als Dekan des Fachbereichs 3: „Sprach-, Literatur- und Medienwissenschaften“. Einen Ruf an die Ruhr-Universität Bochum lehnte er 2009 ab. Als Senior Fellow war er 2017 am Internationalen Kolleg für Kulturtechnikforschung und Medienphilosophie (IKKM) der Bauhaus-Universität Weimar zu Gast. Nach seiner 2020 erfolgten Emeritierung wurde er von der Universität Siegen für die Jahre 2021 bis 2024 erneut als Universitätsprofessor unter Vertrag genommen.

## Forschung
Angefangen mit seiner Dissertation über „Blödigkeit“ im 18. Jahrhundert umfassen Stanitzeks Forschungsgebiete vor allem die Begriffsgeschichte und Historische Semantik in der Tradition der Bielefelder Schule (Reinhart Koselleck). Insbesondere zur Sozialgeschichte der Literatur trug er mit Arbeiten zu einer Reihe von Sozialfiguren bei (Freund, Projektmacher, Genie, Autodidakt, Dilettant, Gebildeter, Philister, Bohémien). Einen weiteren Forschungsschwerpunkt bilden das Buch und seine Paratexte – Titel, Typografie, Fußnoten usw. – im medialen und historischen Vergleich. In diesem Zusammenhang hat Stanitzek auch eine Theorie des filmischen Vorspanns vorgelegt. Ein Buch über experimentelle Formen des Essays in der deutschsprachigen Literatur seit den 1960er Jahren ist im Verlag Vorwerk 8 erschienen.
Stanitzek ist seit 2006 Mitherausgeber der Reihe Siegen: Beiträge zur Literatur-, Sprach- und Medienwissenschaft und gehört seit 2014 zum Advisory Board des Alexander Kluge-Jahrbuchs.

## Veröffentlichungen
- Blödigkeit. Beschreibungen des Individuums im 18. Jahrhundert (= Hermaea. Germanistische Forschungen N.F. Bd. 60). Niemeyer, Tübingen 1989, ISBN 3-484-15060-2 – als PDF-Volltext.
- Paratexte in Literatur, Film, Fernsehen. Hrsg. von Klaus Kreimeier, Georg Stanitzek. Akademie, Berlin 2004, ISBN 3-05-003762-8.
- Das Buch zum Vorspann. „The Title is a Shot“. Hrsg. von Alexander Böhnke, Rembert Hüser, Georg Stanitzek. Vorwerk 8, Berlin 2006, ISBN 3-930916-72-X.
- Strong ties/Weak ties: Freundschaftssemantik und Netzwerktheorie. Hrsg. von Natalie Binczek, Georg Stanitzek. Winter, Heidelberg 2010 (= Beihefte zum Euphorion. Nr. 55), ISBN 978-3-8253-5559-3.
- Philister. Problemgeschichte einer Sozialfigur der neueren deutschen Literatur. Hrsg. von Remigius Bunia, Till Dembeck, Georg Stanitzek. Akademie, Berlin 2011, ISBN 978-3-05-005266-3.
- Essay – BRD. Vorwerk 8, Berlin 2011, ISBN 978-3-940384-33-1 – Inhalts- und Literaturverzeichnis (PDF; 1,3 MB).
- Bohème nach ’68. Hrsg. von Walburga Hülk, Nicole Pöppel, Georg Stanitzek. Vorwerk 8, Berlin 2015, ISBN 978-3-940384-52-2.
- Semantik und Praktiken der Freundschaft im 18. Jahrhundert. Hrsg. von Georg Stanitzek. Wehrhahn, Hannover 2022, ISBN 978-3-86525-967-7.
- Neue Sensibilität: Vorschläge zu einem Kanon. Hrsg. von Jörgen Schäfer, Georg Stanitzek. Edition text + kritik, München 2024, ISBN 978-3-96707-931-9.